# Hypomecis transcissa
Hypomecis transcissa är en fjärilsart som beskrevs av Walker 1860. Hypomecis transcissa ingår i släktet Hypomecis och familjen mätare. Inga underarter finns listade i Catalogue of Life.